# Anders Hellström (regissör)
Anders "Balsam" Hellström, född 1966, är en svensk regissör och producent, främst verksam inom genren dokumentärfilm. Han har regisserat filmerna Ett hjärta är alltid rött från 2024 samt Som jordgubbarna smakade... från 2012.  
Filmerna kretsar mycket kring temat svensk punk, med bland annat Joakim Thåström, Ebba Grön och Imperiet. 